# Balatonfőkajár megállóhely
Balatonfőkajár megállóhely egy Veszprém vármegyei vasúti megállóhely volt Balatonfőkajár községben, a MÁV üzemeltetésében. A belterület délnyugati szélén helyezkedett el, a falut északkelet-délnyugati irányban átszelő 7205-ös út vasúti keresztezésétől nem messze délkeletre, közvetlen közúti elérését az előbbi útból kiágazó 72 307-es számú mellékút biztosította.

## Története
Az állomást 1950-ben adták át; később felújították. 2007. március 3-án haladt át itt az utolsó vonat az állomáson, azóta használaton kívül van. A lezárást követően az állomásépület egy ideig lakóházként funkcionált. Felvételi épületét és a mellette álló épületet 2022-ben teljesen elbontották.[forrás?]

## Kapcsolódó állomások
A megállóhelyhez az alábbi állomások vannak a legközelebb:
- Lepsény vasútállomás (Lepsény–Hajmáskér-vasútvonal)
- Csajág vasútállomás (Lepsény–Hajmáskér-vasútvonal)